# Back from the Dead (Chief Keef)
Back from the Dead is een solo-mixtape van de Amerikaanse rapper Chief Keef, uitgebracht op 12 maart 2012 onder Glory Boyz Entertainment. De mixtape werd geproduceerd door Keef zelf en Young Chop en gehost door DJ Moondawg en DJ Victoriouz. Een geremasterde versie werd op 14 maart 2012 door DJ Hustlenomics uitgebracht in iTunes. De mixtape bevat gastoptredens van Lil Reese, Soulja Boy, King Louie, SD, Johnny May Cash en Yale Lucciani.

## Onderscheidingen
De mixtape werd de tien na beste mixtape van 2012 op DatPiff.

## Tracklist
| 1.                 | Monster                                | Keith Cozart, Tyree Pittman         | Young Chop | 3:35 |
| 2.                 | My Niggas (met SD)                     | Cozart, Pittman, Sadiki Thirston    | Young Chop | 3:56 |
| 3.                 | Sosa                                   | Cozart, Pittman                     | Young Chop | 3:20 |
| 4.                 | Winnin' (met King Louie)               | Cozart, Pittman, Louis Johnson      | Young Chop | 3:58 |
| 5.                 | I Don't Like (met Lil Reese)           | Cozart, Pittman, Tavares Taylor     | Young Chop | 5:21 |
| 6.                 | True Religion Fein (met Yale Lucciani) | Cozart, Pittman, Yale Lucciani      | Young Chop | 4:00 |
| 7.                 | Designer                               | Cozart, Pittman                     | Young Chop | 2:22 |
| 8.                 | I Don't Know Dem                       | Cozart, Pittman                     | Young Chop | 4:15 |
| 9.                 | Everyday                               | Cozart, Pittman                     | Young Chop | 3:29 |
| 10.                | Trust None (met Johnny May Cash)       | Cozart, Pittman, Johnny May Cash    | Young Chop | 2:48 |
| 11.                | Save That Shit                         | Cozart, Pittman                     | Young Chop | 2:04 |
| 12.                | 3Hunna (Remix) (met Soulja Boy)        | Cozart, Pittman, DeAndre Cortez Way | Young Chop | 3:34 |
| Totale duur: 38:54 |                                        |                                     |            |      |